# لوران دو گرو
لوران دو گرو (به فرانسوی: Laurent Chapeau dit Laurent de Graeve) نویسنده قرن بیستم میلادی اهل فرانسه بود.